# Partenavia P.57 Fachiro
Le Partenavia P.57 Fachiro est un avion léger quadriplace monoplan à aile haute, conçu et produit dans les années 1950 par le constructeur italien Partenavia Construzioni Aeronautiche.

## Conception et développement
La première version du Fachiro, le Fachiro I, effectua son premier vol le 7 novembre 1958, suivi par le Fachiro II le 3 janvier 1959. Une version ultérieure, désignée Fachiro II-f, reçut une dérive avec un angle de flèche.
Conçu pour les aéroclubs et le pilotage de loisirs, le Fachiro faisait appel à une construction mixte en acier tubulaire et revêtement en tissu, et était propulsé par un moteur de 160 ch (119 kW). Une version unique à construction entièrement en métal, le P.64 Fachiro III, fut plus tard développée sous le nom de P.64 Oscar.
37 exemplaires de l'avion furent produits. Sept exemplaires volaient encore en Italie, au printemps 2009.

## Versions
- P.57 Fachiro I : Première version, propulsée par un moteur Lycoming O-320 de 150 ch (112 kW) ;
- P.57 Fachiro II : Deuxième version, propulsée par un moteur Lycoming O-360-B2A de 168 ch (125 kW). Il fut produit à trois exemplaires ;
- P.57 Fachiro II-f : Version propulsée par un Lycoming O-320-A2A de 180 ch (134 kW). Il fut produit à 33 exemplaires ;
- P.64 Fachiro III : Version à construction entièrement métallique, développée ensuite en un appareil séparé, le P.64 Oscar. Un exemplaire fut produit.

### Spécifications techniques (Fachiro II)
Données de The Illustrated Encyclopedia of Aircraft, Jane's All the Wolrd's Aircraft 1965–66.
Caractéristiques générales
- Équipage : 1 pilote
- Capacité : 3 passagers
- Longueur : 6,625 m
- Envergure : 9,14 m
- Hauteur : 2,41 m
- Surface alaire : 13,40 m2
- Masse à vide : 645 kg
- Masse typique : 1 150 kg
- Moteur : 1   moteur à pistons à 4 cylindres à plat refroidis par air Lycoming O-360-B2A de 168 ch (125 kW)

 Performances 
- Vitesse maximale : 240 km/h
- Vitesse de croisière : 190 km/h
- Distance franchissable : 900 km
- Plafond : 4 200 m
- Vitesse ascensionnelle : 300 m/min
- Charge alaire : 48,13 kg/m2
- Rapport poids-puissance : 3,84 kg/ch